# Orthomorpha bimontana
Orthomorpha bimontana är en mångfotingart som beskrevs av Carl 1932. Orthomorpha bimontana ingår i släktet Orthomorpha och familjen orangeridubbelfotingar. Inga underarter finns listade i Catalogue of Life.